# Estación de Benifallet
Benifallet fue una estación ferroviaria situada en el municipio español de Benifallet, en la provincia de Tarragona. Formaba parte del ferrocarril del Val de Zafán, que estuvo operativo entre 1942 y 1973. En la actualidad el edificio de viajeros ha sido rehabilitado y funge como restaurante.

## Historia
Los proyectos para la construcción del llamado ferrocarril del Val de Zafán datan del siglo XIX, si bien las obras de la sección comprendida entre Alcañiz y Tortosa no se pusieron en marcha hasta la década de 1920, bajo la dictadura de Primo de Rivera. El tramo Bot-Tortosa fue completado en septiembre de 1941, entrando en servicio toda la línea al año siguiente. Para entonces la estación de Aldover, al igual que la línea férrea, había pasado a manos de RENFE. Afrontando una fuerte decadencia, en 1973 la línea fue clausurada por RENFE, siendo levantadas las vías en 1995. Años después el entorno de la estación fue reacondicionado e incorporado al trazado de la Vía verde del Bajo Ebro. 
Por su parte, el antiguo edificio de viajeros ha sido rehabilitado y en la actualidad acoge un restaurante.